# Chiesa di San Pietro (Monkton Farleigh)
La chiesa di San Pietro (in inglese St Peter's church) è la parrocchiale anglicana che si trova a Monkton Farleigh, villaggio e parrocchia civile della contea del Wiltshire nel Sud Ovest dell'Inghilterra, Regno Unito. Il luogo di culto risale al XII secolo, rientra nella diocesi di Salisbury ed è considerato un monumento classificato di seconda categoria per il suo particolare interesse storico e architettonico.

## Storia

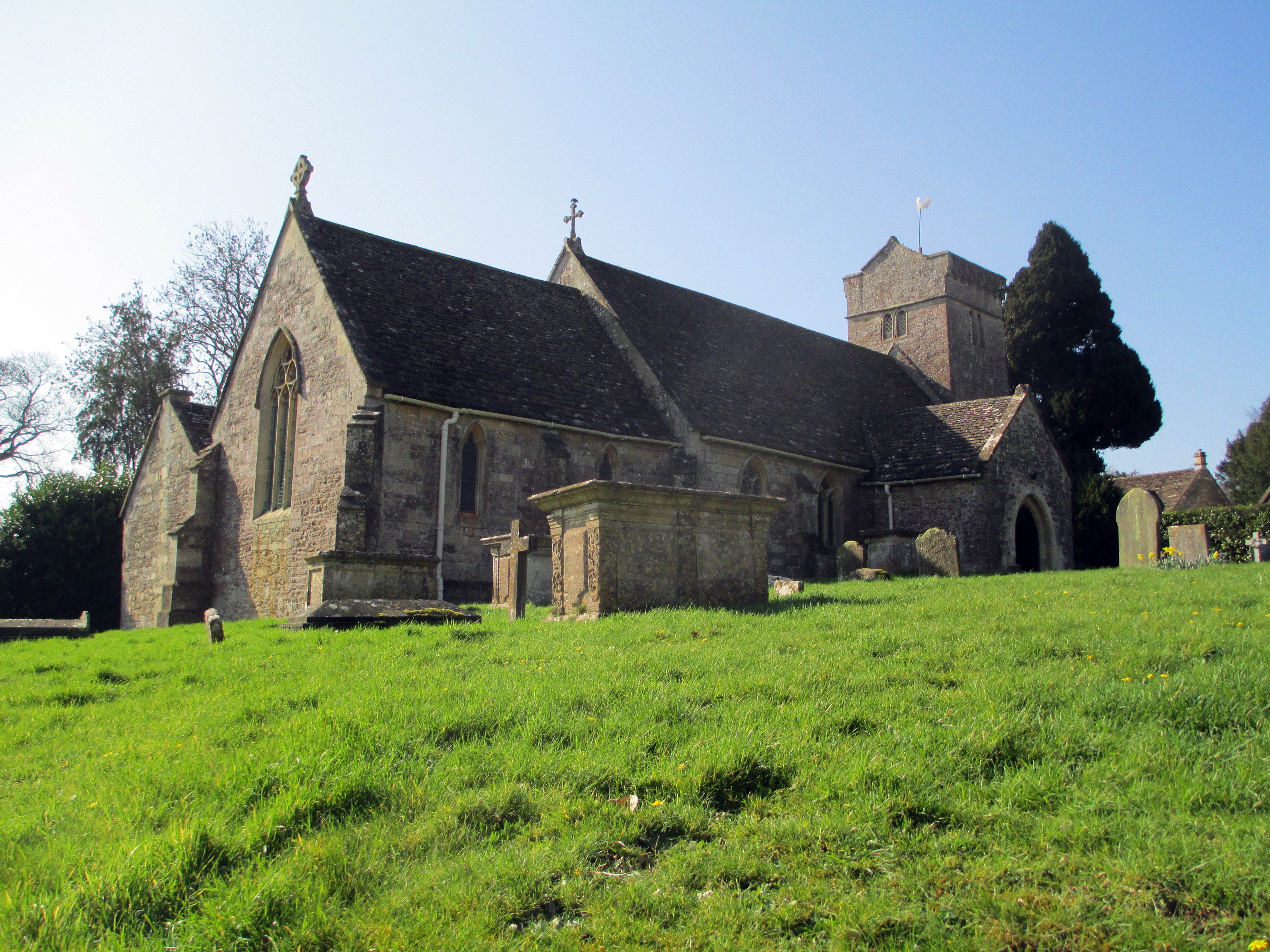
Chiesa di San Pietro in posizione leggermente elevata con attorno il cimitero della comunità

Il luogo di culto venne probabilmente edificato nel periodo della fondazione del priorato cluniacense nello stesso villaggio di Monkton Farleigh intorno al 1120 - 1130. Nel primo periodo venne costruita la sua torre con la sua porta a nord. In seguito fu oggetto di interventi nel XIII e nel XVII secolo. La diocesi di Salisbury nel 1843 emanò una facoltà che consentiva di abbattere i muri nord e sud e ricostruirli con cinque finestre invece di tre per fornire più luce alla sala e anche il tetto e il presbiterio vennero sostituiti. La ricostruzione venne realizzata seguendo il progetto originale e probabilmente con gran parte del materiale di risulta, forse comprese alcune finestre. Il progettista sembra sia stato Thomas Henry Wyatt, che era l'architetto diocesano, anche se potrebbe averci messo mano anche John Hicks, architetto della canonica accanto.
Sir Charles Parry Hobhouse, nel suo articolo su Monkton Farleigh del 1882, affermò che un vecchio parrocchiano ricordava che nel cimitero della chiesa c'era una croce per il burro o per il mercato, dove si potevano vendere merci, che attirava clienti da Bradford.

## Descrizione
La chiesa di San Pietro di Monkton Farleigh viene giudicata un edificio di particolare interesse storico e architettonico in Inghilterra o Galles quindi dal 13 novembre 1962 è considerata un monumento classificato di secondo grado per il suo particolare interesse storico e architettonico.

### Esterni
La chiesa si trova nell'abitato di Monkton Farleigh villaggio della contea del Wiltshire nel Sud Ovest dell'Inghilterra, Regno Unito. La struttura dominante della costruzione è la sua torre tozza e squadrata, che è anche la parte storicamente originale. risalendo al XII secolo. La torre è posta a occidente ed è in stile romanico-normanno. Mostra contrafforti angolari e una coppia di finestre a testa tonda con modanature a rullo e arricchite di pietra a traliccio. Il tetto è a sella. Il resto della struttura è allungato e presenta il grande portale di accesso rivolto a nord, costruito in pietra calcarea locale. L'accesso è protetto da un portico, altra sopravvivenza medievale sul lato nord della navata, che protegge il tipico portale normanno ad arco a tutto sesto in cui era stato inserito un portale Tudor e conserva la sua porta in legno di quel tempo. La copertura del tetto è in tegole di pietra. Nonostante sia così vicina alla fonte di alcune delle migliori pietre da costruzione del paese, la pietra di Bath, l'intera chiesa, a parte alcuni rivestimenti, è edificata con pietrisco. La sagrestia è posta di lato alla navata, a sud.

### Interni
La navata interna è unica ed allungata. Il presbiterio è stato ricostruito nel XIX secolo in pietra calcarea lavorata. Nella sala vi sono panche fisse in pietra, la porta interna è del XII secolo con ornamento sull'arco a tutto sesto. L'arco del presbiterio è a sesto acuto su fusti attaccati. Il pulpito ottagonale risale al XVIII secolo con pannelli ad arco e losanghe, ed è stato ripristinato su uno zoccolo in pietra del XIX secolo. L'organo a canne si trova sulla parete ovest della navata. Le vetrate policrome per lo più risalgono alla seconda metà del XIX secolo. Tra le piccole lapidi conservate nella sala in marmo bianco e nero del XIX secolo una è dedicata a Wade Browne, noto signore locale morto nel 1851 che ha legato il suo nome alla Browne's Folly. La lapide è stata scolpita da Gaffin di Londra.